# 아르투르 아이바잔
아르투르 수레노비치 아이바잔(우크라이나어: Арту́р Суре́нович Айвазя́н, 1973년 1월 14일~)은 우크라이나의 사격 선수로 주 종목은 소총이다. 2008년 하계 올림픽 남자 50m 소총복사에서 금메달을 획득했다.

## 기록

### 올림픽
| 올림픽 성적    | 올림픽 성적   | 올림픽 성적   | 올림픽 성적    |
| 종목           | 2000          | 2004          | 2008           |
| -------------- | ------------- | ------------- | -------------- |
| 50m 소총 3자세 | 5위 1170+96.6 | 7위 1166+95.0 | 19위 1165      |
| 50m 소총복사   | 30위 591      | 9위 594       | 금 · 599+103.7 |
| 10m 공기소총   | 8위 592+100.0 | 22위 591      | 21위 592       |